# Vårkallhöjden
Vårkallhöjden är ett naturreservat i Bräcke kommun i Jämtlands län, cirka en mil norr om Kälarne.
Området är naturskyddat sedan 1998 och är 25 hektar stort. Reservatet omfattar en sydvästsluttning av Vårkallhöjden och består främst av granskog med inslag av lövträd och med tall vid toppen av berget.